# Sundasciurus tenuis
Sundasciurus tenuis là một loài động vật có vú trong họ Sóc, bộ Gặm nhấm. Loài này được Horsfield mô tả năm 1824.

## Hình ảnh

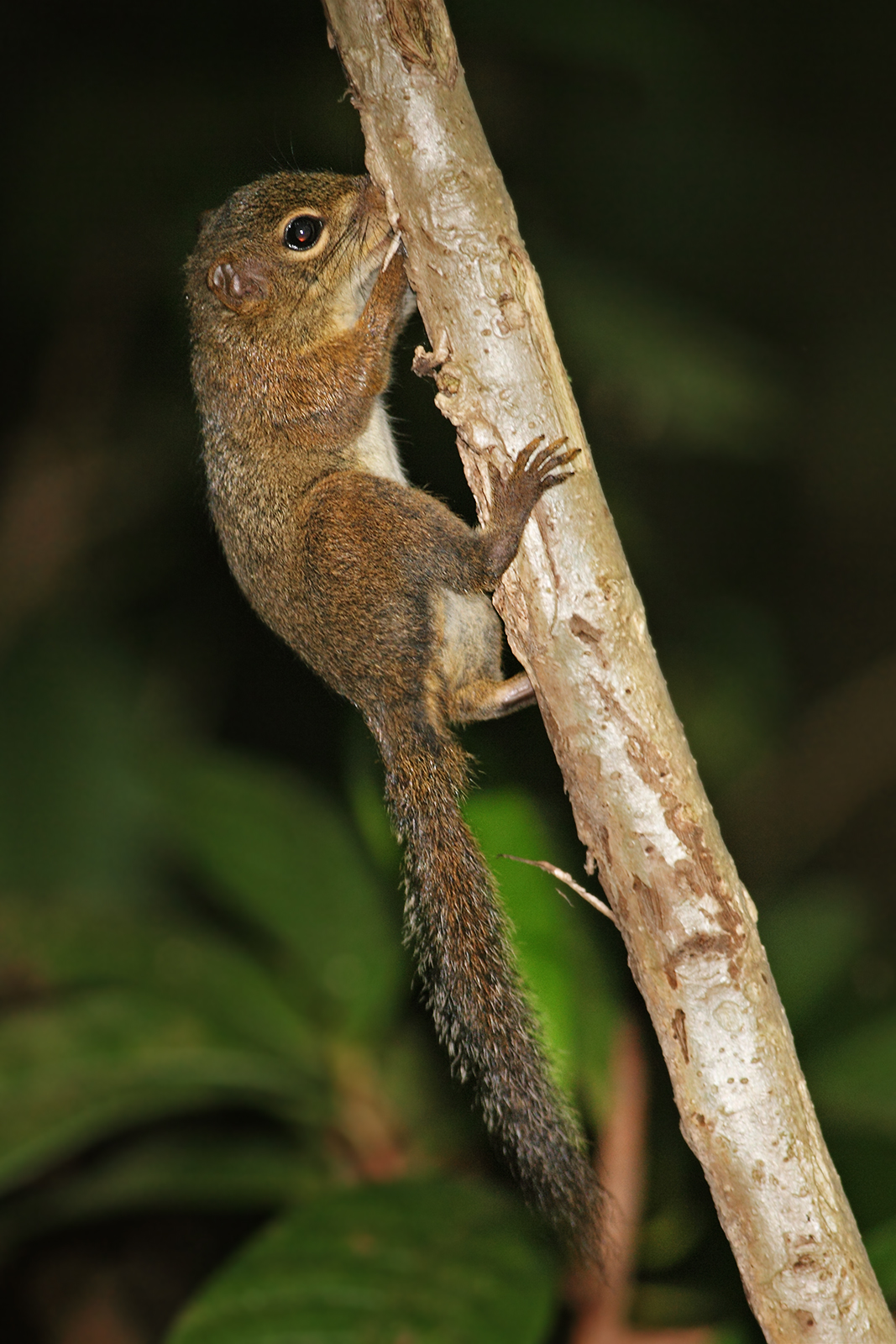
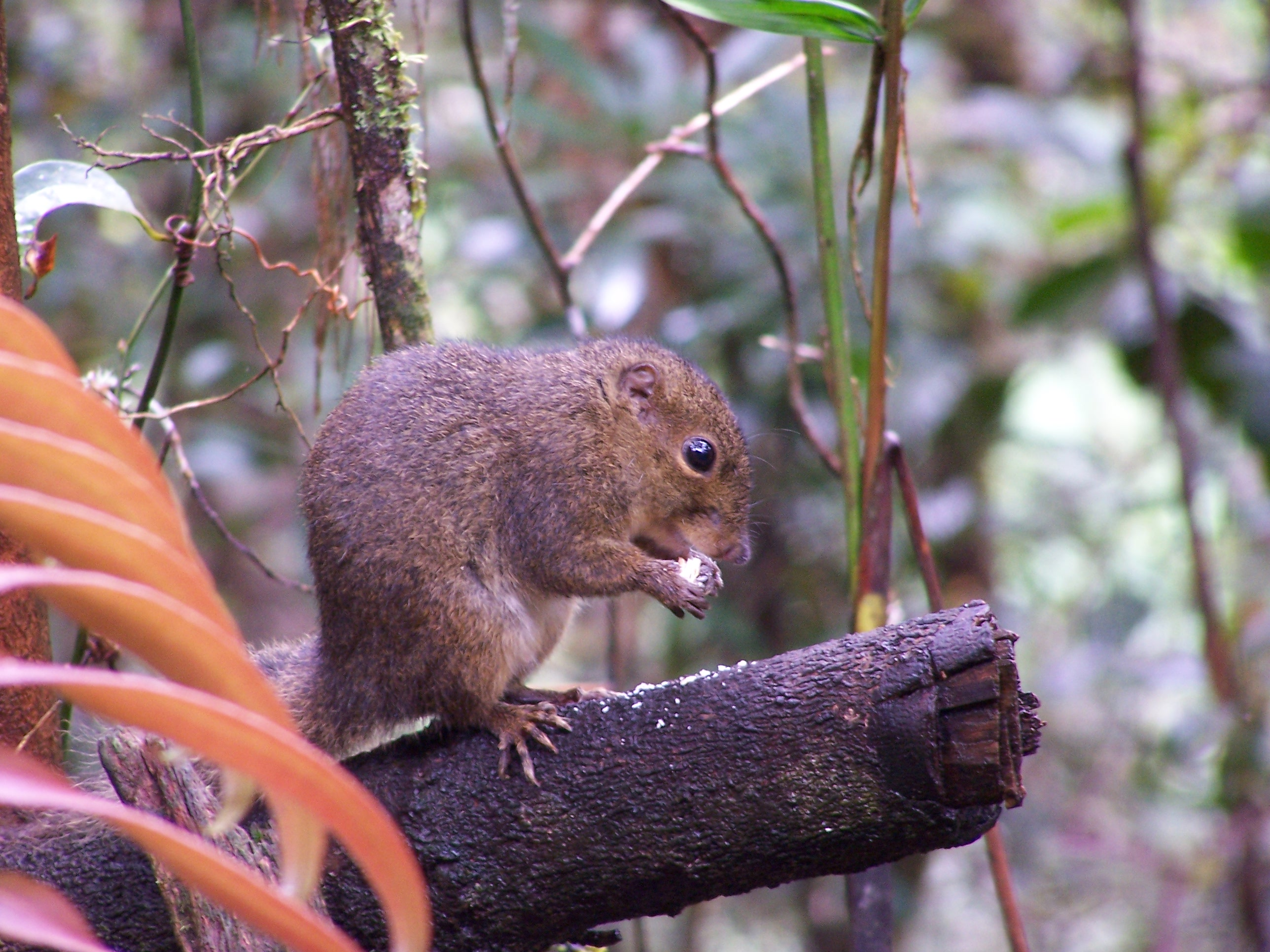

- Tập tin:Slender Squirrel (Sundasciurus tenuis) - Flickr - Lip Kee.jpg